# Рогиня
Роги́ня –  село в Україні, у Городенківській міській громаді Коломийського району Івано-Франківської області, розташоване в смузі степового Покуття та віддалене від  центру громади  на 17 км. 
Межує з селами Вікно, Вербівці, Сороки, Хвалибога, Виноград, Острівець. 
Відповідно до Розпорядження Кабінету Міністрів України від 12 червня 2020 року № 714-р «Про визначення адміністративних центрів та затвердження територій територіальних громад Івано-Франківської області» увійшло до складу Городенківської міської громади.
Чисельність населення становить 473 особи, що мешкають у 152–х будинках та 23 особи, що мешкають за селом.

## Топоніми
Є дві версії щодо походження назви села Рогиня. Перша — село було збудоване в формі рога, а друга - село було розташоване «за рогом» села Вікно.

## Історія
Перша згадка про село датується 1378 роком.
У 1620—1621 роках турецько — татарські загони здійснили найспустошливіший напад на Покуття. Ордою хана Джанібек Гірея село було вщент спалене.
За колишнім реєстром Коломийського староства 1670 році в Рогині налічувалося лише 20 хат.
У 1900 році населення села становило 665 осіб.
До початку другої світової війни, за сприянням пароха місцевої церкви о. Олександра Осадса, засновано «Братство святої тверезості» та читальня «Просвіти». Молодь села Рогині проводила своє дозвілля на вечорницях, в літку на толоці «Під горою» влаштовувалися танці. Працювала хата—читальня. На 01.01.1939 в селі проживало 750 мешканців, з них 725 українців-грекокатоликів, 20 українців-латинників, 5 поляків. Село входило до складу ґміни Виноград Коломийського повіту Станиславівського воєводства Польщі.
Багато мешканців села загинуло на фронтах першої та другої світових воєн.
17 вересня 1948 році було створено перший колгосп ім. Щорса, головою якого призначений Яворський П. М. Протягом усіх років радянської влади люди працювали в колгоспі.
Після приходу радянської влади читальню «Просвіти» закрили, натомість у хаті місцевого мешканця Івана Сметанка було створено клуб, де працювала бібліотека.
1 вересня 1975 року відкрита новозбудована Рогинянська початкова школа.
У 1988 році збудовано новий клуб та бібліотеку, тодішнім головою колгоспу «Дружба» Гевюком Мирославом Федоровичем.
В селі майже всі жінки займаються вишивання, в'язанням, писанкарством. У бібліотеці неодноразово влаштовувались виставки вишиванок.
У 1997 році, при вулиці Українській, було урочисто відкрито Капличку до Дня незалежності України. Тепер кожного року 24 серпня біля каплички проходять урочистості до Дня Незалежності України.
В грудні 2017 року громада парафії Різдва Пресвятої Богородиці перейшла від МП до УПЦ КП.

## Населення

### Мова
Розподіл населення за рідною мовою за даними перепису 2001 року:
| Мова            | Кількість | Відсоток |
| --------------- | --------- | -------- |
| українська      | 496       | 99.8%    |
| інші/не вказали | 1         | 0.2%     |
| Усього          | 497       | 100%     |

## Релігія
Упродовж століть жителі села Рогиня жили, працювали й відпочивали згідно з Церковним календарем, головними віхами були свята й пости. Основними були Різдвяні свята, Великодні свята, Трійця, Спаса, Перша та друга Пречиста, Покрова. Багато радощів приносили свята Івана, Андрея та Миколая. Після Покрови починалися вечорниці молодь одружувалася. Основними обрядами були хрестини, весілля, проводи в армію, похорони. Основна роль тут належала греко-католицькій церкві. Церква здійснювала не лише релігійну місію, але була духовним поводирем поневоленого люду. При церкві діяли братства, які несли світло божої науки, сприяли розвиткові освіти, оберігали батьківські традиції, плекали рідну мову, свято шанували давні звичаї.
У 1839 році в Рогинях збудована церква Різдва Пресвятої Діви Марії. Також працювала двокласова школа,у якій викладали українською мовою.
Парохом рогинської та вікнянської церков у 1885—1939 роках був Олександр Осадса. 
Після радянської окупації греко-католицьку церкву заборонили в 1946 році, а священиків примусово перевели до московської православної церкви.
31 серпня 1975 року згоріла Рогинська церква.
У 1991 році урочисто відкрито новозбудовану церкву Різдва Богородиці УПЦ (МП).
12 жовтня 2017 року церковна громада вирішили перейти з Московського патріархату до Київського.

## Відомі люди
- Тарнавецький Петро Рудольфович — відомий львівський архітектор.